# Croacia en el Festival de la Canción de Eurovisión 2023
Croacia participó en el LXVII Festival de la Canción de Eurovisión, que se celebró en Liverpool, Reino Unido del 9 al 13 de mayo de 2023, tras la imposibilidad de Ucrania de acoger el concurso por la victoria de Kalush Orchestra con la canción «Stefania». La radiodifusora Hrvatska radiotelevizija (HRT) (Televisión Croata en español) encargada de la participación croata dentro del festival, decidió mantener el formato de selección tradicional, organizando el Dora para elegir al representante del país en el concurso eurovisivo.
El festival celebrado en una sola gala, el 11 de febrero de 2023, dio como ganadores al grupo Let 3 con el tema rock de sátira social «Mama ŠČ!», compuesto por Damir Martinović Mrle y Zoran Prodanović.

## Historia de Croacia en el Festival
Croacia es uno de los países de Europa del Este que se fueron uniendo al festival después de la disolución de Yugoslavia, debutando en 1993, tras clasificar en la «Kvalifikacija za Millstreet», la primera ronda eliminatoria realizada para el festival tras la alta demanda de países que deseaban participar en el concurso. Desde entonces el país ha concursado en 27 ocasiones, siendo su mejor participación en 1996 y en 1999, cuando se colocaron en 4.ª posición con Maja Blagdan con la canción «Sveta ljubav» y Doris Dragović con el tema «Marija Magdalena». Así mismo, el país se ha colocado en cuatro ocasiones más dentro de los mejores 10. Durante la existencia del sistema de relegación por promedios, Croacia fue uno de los 3 países junto a Malta y Suecia que nunca se le vio prohibida su participación, siendo uno de los países más exitosos del concurso durante los 90's y los principios de los 2000. Si bien, actualmente Croacia ha sido eliminado en semifinales en 9 de sus últimas 13 participaciones.
En 2022, la ganadora del tradicional Dora Mia Dimšić, no clasificó a la final terminando en 11.ª posición con 75 puntos en la primera semifinal con el tema «Guilty Pleasure».

## Representante para Eurovisión

### Dora 2023
Croacia confirmó su participación en el Festival de Eurovisión 2023 el 20 de septiembre de 2022, anunciando que la tradicional final nacional «Dora» sería una vez más el método de selección para el participante croata en Eurovisión.
El Dora 2023 fue la 23ª edición del mítico festival croata. El periodo de recepción de canciones se abrió el mismo 20 de septiembre hasta el 20 de noviembre de 2022, habiéndose recibido 196 canciones. El reglamento publicado ese día estipulaba la posibilidad de enviar canciones en cualquier idioma así como que los intérpretes deberían ser ciudadanos croatas. El 9 de diciembre de 2022, se anunciaron las 18 canciones participantes, siendo seleccionadas por un panel de expertos conformado por: Željko Mesar, Zlatko Turkalj, Robert Urlić, Ema Gross, Igor Geržina, Željen Klašterka, Ivan Horvat, Tomislav Krizmanić y Dražen Miocić.
Si bien en un inicio se tenía planeada una ampliación de la preselección a un formato de dos semifinales y una final, con un máximo de 28 participantes, el día del anuncio de los participantes se confirmó que se mantendría el formato utilizado en los años anteriores.
La competencia consistió en una sola final con una sola fase de votación: Los 18 participantes se sometieron a una votación a 50/50 entre el jurado regional y el público. En esta votación, 10 paneles de jurados representantes de las 10 regiones del país votaron las canciones con un sistema parecido al de Eurovisión: 12, 10, 8, 7, 6, 5, 4, 3, 2 y 1 punto. De esta forma, el jurado repartió un total de 580 puntos. El público también repartió los mismos 580 puntos con base en el porcentaje de votos recibidos a través de los dos métodos de votación: llamadas telefónicas y mensajes de texto. Tras sumar ambos grupos, el mayor votado fue declarado ganador del festival y representante de Croacia en Eurovisión.

#### Candidaturas
Las candidaturas fueron presentadas el 9 de diciembre, anunciandose a su vez 4 canciones de reserva en el caso de que alguno de los participantes se retirara o fuera descalificado: «Sama» de Lana Mandarić Lanchi, «Odlazi» de Mirna Škrgati, «On the Same Train» de Voice For You y «Talking to Me» de Rosanna Kumerle.
Las canciones fueron publicadas el 12 de enero de 2023, siendo reproducidas en el programa Svijet diskografije de la radio local HR 2, siendo posteriormente lanzadas en el canal oficial de la HRT de YouTube.
| Artista                            | Canción (Traducción)                         | Idioma | Autor(es)                                                  |
| ---------------------------------- | -------------------------------------------- | ------ | ---------------------------------------------------------- |
| Barbara Munjas                     | «Putem Snova» (A través de los sueños)       | Croata | Barbara Munjas, Alen Bernobić                              |
| Boris Štok                         | «Grijeh» (Pecado)                            | Croata | Boris Štok, Darko Terlević                                 |
| Damir Kedžo                        | «Angels and Demons» (Ángeles y demonios)     | Inglés | Jamie Duffin, Stefan Celar, Kyler Niko, Victoria Jane Horn |
| Đana                               | «Free Fallin'» (Caída libre)                 | Inglés | Đana Smajo                                                 |
| Detour                             | «Master Blaster» (Maestro blaster)           | Croata | Nenad Borgudan                                             |
| Eni Jurišić                        | «Kreni Dalje» (Seguir adelante)              | Croata | Matija Cvek, Vlaho Arbulić, Eni Jurišić                    |
| Hana Mašić                         | «Nesreća» (Accidente)                        | Croata | Boris Subotić                                              |
| Harmonija Disonance                | «Nevera (Lei, lei)» (Tormenta (Lei, lei))    | Croata | Bartol Stopić, Sanja Daić, Bojan Petrović                  |
| Krešo & Kisele Kiše                | «Kme Kme» (Oa oa)                            | Croata | Krešimir Burić                                             |
| Let 3                              | «Mama ŠČ!» (Mamá, ShCh!)                     | Croata | Damir Martinović Mrle, Zoran Prodanović                    |
| Maja Grgić                         | «I Still Live» (Sigo viva)                   | Inglés | Mateo Martinović Teo, Maja Grgić                           |
| Martha May                         | «Distance» (Distancia)                       | Inglés | Marta Ivić                                                 |
| Meri Andraković                    | «Bye Bye Blonde» (Adiós, adiós rubia)        | Inglés | Boris Đurđević, Valerija Đurđević                          |
| Patricia Gasparini                 | «I Will Wait» (Esperaré)                     | Inglés | Siniša Reljić, Lisa Desmond, Aidan Winkels                 |
| Tajana Belina                      | «Dom» (Hogar)                                | Croata | Tajana Belina, Marcel Sprunkel                             |
| The Splitters                      | «Lost And Found» (Perdido y encontrado)      | Inglés | Neven Kolarić, Branimir Mihaljević                         |
| Top of the Pops ft. Mario 5reković | «Putovanje» (Viaje)                          | Croata | Bruno Krajcar, Danijel Načinović                           |
| Yogi                               | «Love At First Sight» (Amor a primera vista) | Inglés | Yugomir Lonich                                             |

1. ↑  Nevera es una tormenta repentina que suele suceder en el mar Adriático.
2. ↑  Incluye una frase repetida en inglés.

#### Final
La final tuvo lugar en el Palacio de Deportes Marino Cvetković en Opatija el 11 de febrero de 2023 siendo presentado por Duško Ćurlić, Mario Lipovšek Battifiaca y Marko Tolja. El orden de actuación fue anunciado el 2 de febrero. Tras las votaciones, el grupo Let 3 arrasó en las votaciones, con el tema rock «Mama ŠČ!» compuesta por dos de los miembros del grupo: Damir Martinović Mrle y Zoran Prodanović. El grupo obtuvo un total de 279 puntos, obteniendo 105 puntos del jurado (87.50% de la máxima puntuación posible) y 174 puntos del televoto (30% de los votos).
| N.º | Artista                            | Canción               | Jurado | Televoto | Lugar | Puntos |
| --- | ---------------------------------- | --------------------- | ------ | -------- | ----- | ------ |
| 1   | Top of the Pops ft. Mario 5reković | «Putovanje»           | 13     | 20       | 10    | 33     |
| 2   | Yogi                               | «Love At First Sight» | 10     | 3        | 16    | 13     |
| 3   | Boris Štok                         | «Grijeh»              | 7      | 10       | 14    | 17     |
| 4   | Tajana Belina                      | «Dom»                 | 2      | 8        | 17    | 10     |
| 5   | Krešo & Kisele Kiše                | «Kme Kme»             | 34     | 19       | 7     | 53     |
| 6   | Maja Grgić                         | «I Still Live»        | 8      | 5        | 15    | 13     |
| 7   | Barbara Munjas                     | «Putem Snova»         | 37     | 15       | 8     | 52     |
| 8   | Đana                               | «Free Fallin'»        | 7      | 14       | 13    | 21     |
| 9   | Patricia Gasparini                 | «I Will Wait»         | 5      | 3        | 18    | 8      |
| 10  | The Splitters                      | «Lost And Found»      | 50     | 60       | 4     | 110    |
| 11  | Hana Mašić                         | «Nesreća»             | 21     | 12       | 11    | 33     |
| 12  | Damir Kedžo                        | «Angels and Demons»   | 44     | 59       | 5     | 103    |
| 13  | Martha May                         | «Distance»            | 23     | 8        | 12    | 31     |
| 14  | Detour                             | «Master Blaster»      | 73     | 41       | 3     | 114    |
| 15  | Meri Andraković                    | «Bye Bye Blonde»      | 22     | 22       | 9     | 44     |
| 16  | Let 3                              | «Mama ŠČ!»            | 105    | 174      | 1     | 279    |
| 17  | Eni Jurišić                        | «Kreni Dalje»         | 52     | 19       | 6     | 71     |
| 18  | Harmonija Disonance                | «Nevera (Lei, lei)»   | 67     | 88       | 2     | 155    |

| Votación del jurado regional | Votación del jurado regional | Votación del jurado regional | Votación del jurado regional | Votación del jurado regional | Votación del jurado regional | Votación del jurado regional | Votación del jurado regional | Votación del jurado regional | Votación del jurado regional | Votación del jurado regional | Votación del jurado regional |
| Canción                      | Rijeka                       | Varaždin & Čakovec           | Split                        | Osijek                       | Knin & Šibenik               | Vukovar                      | Pula                         | Zadar                        | Zagreb                       | Dubrovnik                    | Total                        |
| ---------------------------- | ---------------------------- | ---------------------------- | ---------------------------- | ---------------------------- | ---------------------------- | ---------------------------- | ---------------------------- | ---------------------------- | ---------------------------- | ---------------------------- | ---------------------------- |
| «Putovanje»                  |                              |                              | 1                            |                              |                              | 2                            |                              |                              |                              | 10                           | 13                           |
| «Love At First Sight»        | 2                            |                              |                              |                              |                              | 3                            |                              |                              | 5                            |                              | 10                           |
| «Grijeh»                     |                              | 1                            | 3                            |                              |                              |                              | 3                            |                              |                              |                              | 7                            |
| «Dom»                        |                              |                              |                              |                              | 1                            |                              |                              |                              |                              | 1                            | 2                            |
| «Kme Kme»                    | 1                            | 6                            | 4                            |                              | 4                            | 5                            |                              | 5                            | 3                            | 4                            | 34                           |
| «I Still Live»               |                              |                              |                              |                              |                              |                              |                              |                              |                              | 8                            | 8                            |
| «Putem Snova»                | 7                            | 4                            |                              | 1                            | 7                            |                              | 8                            |                              | 8                            | 2                            | 37                           |
| «Free Fallin'»               |                              | 7                            |                              |                              |                              |                              |                              |                              |                              |                              | 7                            |
| «I Will Wait»                |                              | 3                            |                              | 2                            |                              |                              |                              |                              |                              |                              | 5                            |
| «Lost And Found»             | 12                           |                              | 12                           |                              |                              | 1                            | 12                           | 7                            |                              | 6                            | 50                           |
| «Nesreća»                    |                              |                              | 7                            | 4                            |                              |                              | 6                            | 2                            | 2                            |                              | 21                           |
| «Angels and Demons»          | 3                            | 10                           | 6                            | 7                            | 3                            | 4                            |                              | 4                            | 7                            |                              | 44                           |
| «Distance»                   | 4                            |                              |                              | 3                            | 6                            |                              | 7                            | 3                            |                              |                              | 23                           |
| «Master Blaster»             | 6                            | 2                            | 8                            | 8                            | 10                           | 6                            | 5                            | 10                           | 6                            | 12                           | 73                           |
| «Bye Bye Blonde»             |                              |                              |                              | 6                            | 2                            | 12                           |                              | 1                            | 1                            |                              | 22                           |
| «Mama ŠČ!»                   | 10                           | 12                           | 10                           | 12                           | 12                           | 10                           | 10                           | 12                           | 12                           | 5                            | 105                          |
| «Kreni Dalje»                | 5                            | 5                            | 2                            | 5                            | 5                            | 7                            | 4                            | 6                            | 10                           | 3                            | 52                           |
| «Nevera (Lei, lei)»          | 8                            | 8                            | 5                            | 10                           | 8                            | 8                            | 1                            | 8                            | 4                            | 7                            | 67                           |

## En Eurovisión
De acuerdo a las reglas del festival, todos los concursantes deben iniciar desde las semifinales, a excepción del anfitrión (en este caso, Reino Unido), el ganador del año anterior, Ucrania y el Big Five compuesto por Alemania, España, Francia, Italia y el propio Reino Unido. En el sorteo realizado el 31 de enero de 2023, Croacia fue sorteada en la primera semifinal del festival. En este mismo sorteo, se determinó que participaría en la primera mitad de la semifinal (posiciones 1-7). Semanas después, ya conocidos los artistas y sus respectivas canciones participantes, la producción del programa dio a conocer el orden de actuación, determinando que el país participaría en la séptima posición, después de Irlanda y precediendo a Suiza.
Los comentarios para Croacia corrieron por séptima ocasión consecutiva por parte de Duško Ćurlić en la transmisión por televisión.

### Semifinal 1
Let 3 tomó parte de los ensayos los días 30 de abril y 3 de mayo así como de los ensayos generales con vestuario de la primera semifinal los días 8 y 9 de mayo. Croacia se presentó en la posición 7, después de Irlanda y antes de Suiza.
Al final del show, Croacia fue anunciada como uno de los 10 países finalistas.

### Final
Durante un sorteo previo a la rueda de prensa de los ganadores de la primera semifinal, se decidió en que mitad participaría cada finalista. Croacia fue sorteada para participar en la segunda mitad de la final (posiciones 14-26).